# 弗拉基米尔·波里亚克
弗拉基米尔·叶菲莫维奇·波里亚克（俄语：Владимир Ефимович Поляк，1890年11月23日—1947年）苏联犹太裔军官，1912年入伍，参加第一次世界大战，1918年加入红军和俄罗斯共产党（布尔什维克），参与俄罗斯内战。1923年10月，前往中国，参与组建黄埔军校并任教，并参加了部分广东战役。第二次世界大战期间参与莫斯科战役。